# Open de Greenwich
L'Open de Greenwich est un tournoi de squash qui se tient à Greenwich aux États-Unis. Il fait partie du WSA World Tour. Le premier tournoi se déroule en 1997. 

## Résultats
| Année | Champion           | Finaliste          | Score                                   |
| ----- | ------------------ | ------------------ | --------------------------------------- |
| 2014  | Joelle King        | Low Wee Wern       | 11-6, 9-11, 8-11, 12-10, 11-8 (96 min). |
| 2013  | Nour El Sherbini   | Low Wee Wern       | 11-7, 5-11, 11-7, 5-11, 14-12 (63 min)  |
| 2012  | Raneem El Weleily  | Joelle King        | 11-8 11-8 6-11 11-4 (63 min)            |
| 2011  | Kasey Brown        | Joelle King        | 11-2, 11-7, 11-4                        |
| 2010  | Alison Waters      | Omneya Abdel Kawy  | 11-8, 12-10, 11-8,                      |
| 2009  | Natalie Grainger   | Omneya Abdel Kawy  | 11-4, 8-11, 12-10, 9-11, 13-11 (58 min) |
| 2008  | Shelley Kitchen    | Alison Waters      | 4-9, 10-9, 9-10, 9-3, 9-2 (58 min)      |
| 2007  | Natalie Grinham    | Natalie Grainger   | 9-7, 9-5, 9-7,                          |
| 2006  | Jenny Duncalf      | Alison Waters      | 10-8, 9-5, 9-3                          |
| 2005  | Linda Elriani      | Omneya Abdel Kawy  | 9-1, 9-2, 10-8,                         |
| 2004  | Pas de compétition | Pas de compétition | Pas de compétition                      |
| 2003  | Linda Charman      | Natalie Pohrer     | 5-9, 5-9, 9-2, 9-6, 9-6 (91 min)        |
| 2002  | Pas de compétition | Pas de compétition | Pas de compétition                      |
| 2001  | Sarah Fitz-Gerald  | Linda Charman      | 9-5, 9-2, 9-4                           |
| 2000  | Sarah Fitz-Gerald  | Suzanne Horner     | 9-6, 9-0, 4-9, 9-7                      |
| 1999  | Natalie Grainger   | Rebecca Macree     | 9-4, 5-9, 2-9, 9-0, 9-2                 |
| 1998  | Natalie Grainger   | Rebecca Macree     | 9-0, 9-4, 9-7                           |
| 1997  | Toni Weeks         | Salma Shabana      | 3-0                                     |